# Limaville (Ohio)
Limaville es una villa ubicada en el condado de Stark en el estado estadounidense de Ohio. En el Censo de 2010 tenía una población de 151 habitantes y una densidad poblacional de 208,22 personas por km².

## Geografía
Limaville se encuentra ubicada en las coordenadas 40°59′8″N 81°9′3″O / 40.98556, -81.15083. Según la Oficina del Censo de los Estados Unidos, Limaville tiene una superficie total de 0.73 km², de la cual 0.71 km² corresponden a tierra firme y (2.5%) 0.02 km² es agua.

## Demografía
Según el censo de 2010, había 151 personas residiendo en Limaville. La densidad de población era de 208,22 hab./km². De los 151 habitantes, Limaville estaba compuesto por el 98.01% blancos, el 1.99% eran afroamericanos, el 0% eran amerindios, el 0% eran asiáticos, el 0% eran isleños del Pacífico, el 0% eran de otras razas y el 0% pertenecían a dos o más razas. Del total de la población el 0.66% eran hispanos o latinos de cualquier raza.